# سيباستين إدغار
سيباستين إدغار (1991 - ) (بالإنجليزية: Sebastien Edgar)‏ هو لاعب كرة يد المملكة المتحدة. شارك في الألعاب الأولمبية الصيفية 2012.

## وصلات خارجية
- سيباستين إدغار على موقع أوليمبيديا (الإنجليزية)
- سيباستين إدغار على موقع اللجنة الأولمبية البريطانية (الإنجليزية)